# 李經世
李經世（？—？），字丹崖，一字伟卿，号醉芸，安徽省廬州府合肥縣人，清朝政治人物、進士出身。

## 生平
光緒六年（1880年），参加庚辰科殿試，登進士二甲第36名。同年五月，改翰林院庶吉士。光緒九年四月，散館，授翰林院編修。